# Le Mesnil-sur-Bulles
Le Mesnil-sur-Bulles é uma comuna francesa na região administrativa de Altos da França, no departamento de Oise. Estende-se por uma área de 6,26 km². Em 2010 a comuna tinha 275 habitantes (densidade: 43,9 hab./km²).